# Matti Aalto
Matti Nikolai Aalto, född 30 juni 1899, död 8 juli 1971, var en finländsk fotbollsdomare, som dömde flera internationella matcher på 1920- och 1930-talet. Han var även en god fotbolls- och bandyspelare och spelade högerinner i finländska bandylandslaget mot Sverige 1922.
Civilt arbetade han som polistjänsteman i Helsingfors.